# Lemuria (fikcyjna kraina)

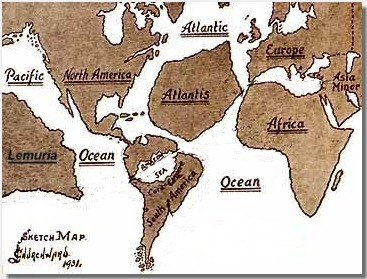
Położenie kontynentu Lemuria

Lemuria – hipotetyczny zatopiony kontynent na Oceanie Indyjskim, nazwany tak przez Philipa Sclatera, wymyślony przez XIX-wiecznych darwinistów w celu wyjaśnienia izolacji lemurów na Madagaskarze i występowania skamieniałości ich przodków w Afryce i południowo-wschodniej Azji. Ernst Haeckel, niemiecki darwinista, użył teorii o istnieniu Lemurii dla wyjaśnienia braku skamieniałości „brakującego ogniwa” między ludźmi a małpami, twierdząc, że znajdują się one pod powierzchnią morza.
Wszelkie spekulacje na temat tego typu „pomostów lądowych” straciły sens po przyjęciu przez ogół geologów na początku XX wieku hipotezy izostazji.

## Nauczanie ezoteryki
W międzyczasie Helena Bławatska publikowała swoje teksty o Lemurii, twierdząc, że miała wizje starożytnej, przed-atlantydzkiej Księgi Dzyan. To ona sprawiła, że Lemuria stała się w powszechnej świadomości mistycznym, zaginionym kontynentem poprzedzającym Atlantydę i urosła od lądowego pomostu do ogromnego kontynentu w rejonie pasa okołorównikowego, zajmującego większość obszarów Oceanu Indyjskiego i Oceanu Spokojnego. Zdaniem ezoteryków Australia, Oceania i Madagaskar to współcześnie dostępne pozostałości po Lemurii. Również Rudolf Steiner prowadził wykłady o Lemurii.

## Kontynent Mu
Kontynent Mu, wymyślony przez Augustusa Le Plongeon (1826–1908) prawdopodobnie oparty jest na teoriach dotyczących Lemurii. O Mu wspomina w swych książkach również James Churchward.

## Przekazy mityczne i starożytne
Z Lemurią wiązano liczne przekazy mityczne i starożytne. Znany jest przekaz z egipskiego Papirusu o ofierze zatonięcia statku o wyspie, która zatonęła na Oceanie Indyjskim. Zgłaszano wątpliwości co do identyfikacji wyspy Taprobany u Eratostenesa, Strabona czy Pliniusza Starszego. Z Lemurią niektórzy wiążą przekaz Diodora Sycylijskiego o Wyspie Słonecznej i Panchai (Punchai). Arabowie lokalizowali na Oceanie Indyjskim wyspę Arin. W przekazach Tamilów jest wymieniany zatopiony kontynent Madura (Kumari Kandam, Kumari Nadu).

## Miejsca powiązane z Lemurią
Badacze zaginionych kontynentów część tajemniczych ruin w obrębie Pacyfiku uznała za pozostałości po Lemurii. Są to między innymi:
- podwodna formacja w pobliżu wyspy Yonaguni
- ruiny Nan Madol
- posągi Moai na Wyspie Wielkanocnej